# Weewarrasaurus
Weewarrasaurus (лат.) — род орнитоподных динозавров, известный по ископаемым остаткам из верхнемеловых (сеноманских) отложений формации Гриман-Крик (Griman Creek Formation) недалеко от Лайтнинг-Ридж в Новом Южном Уэльсе, Австралия. Включает единственный вид — Weewarrasaurus pobeni — описанный по остаткам челюстей. Вероятно, динозавр сосуществовал с несколькими другими орнитоподами различных групп.

## История открытия

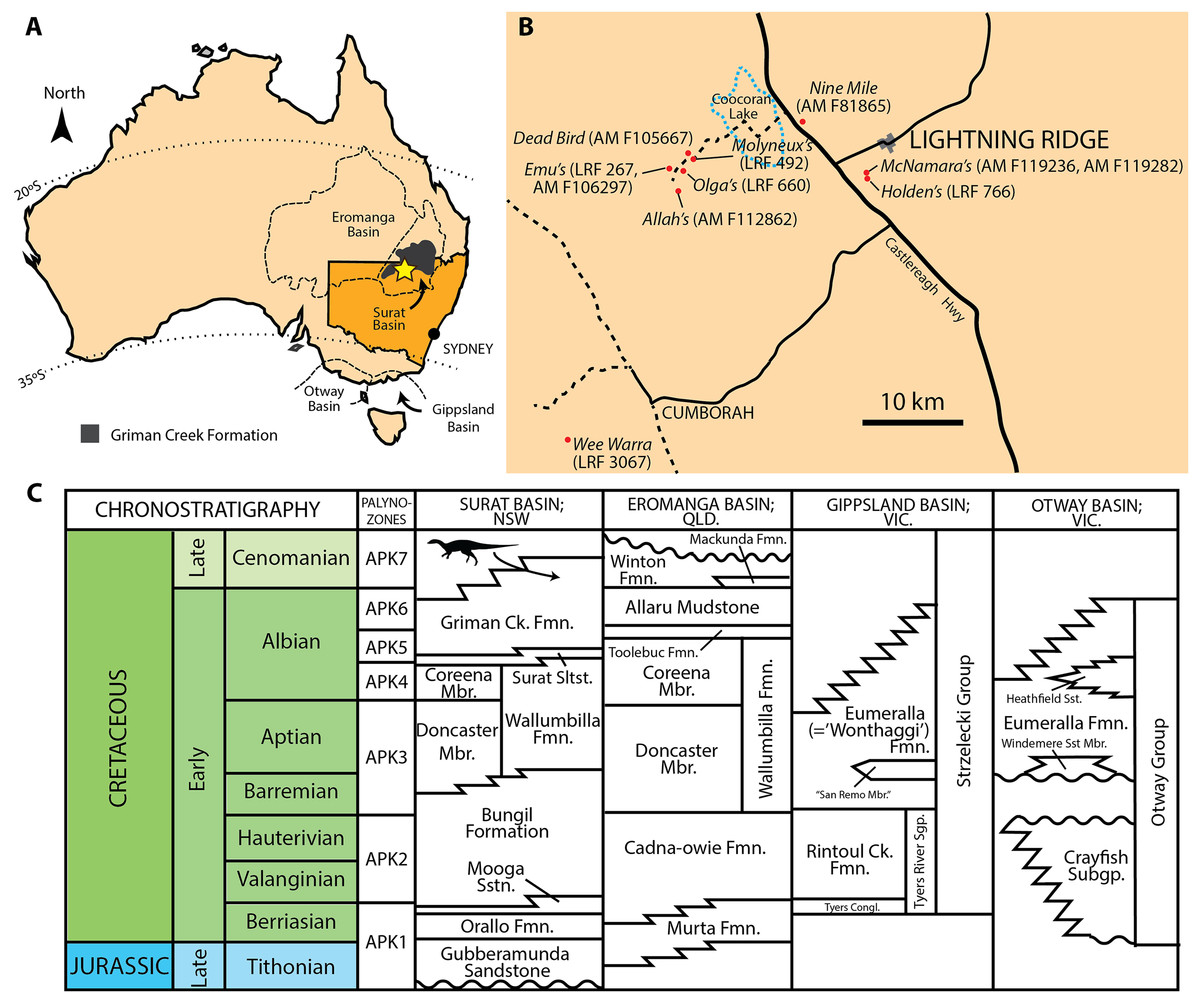
Карта Австралии с указанием местонахождений Ви-Варра и Холдена в Формация Гриман-Парк, где были найдены единственные известные на сегодняшний день окаменелости Weewarrasaurus

Голотип (LRF 3067) состоит из двух фрагментов правой зубной кости с зубами, найденных в 2013 году шахтёрами. Образец был обнаружен в шахте в геологической местности Ви-Варра (Wee Warra) в формации Гриман-Крик, недалеко от города Лайтнинг-Ридж, Новый Южный Уэльс, Австралия, во время добычи полезных ископаемых; он был повреждён во время извлечения. Торговец опалами Майк Побен (Mike Poben) из Аделаиды впервые распознал его как окаменелость, когда приобрёл в мешке с необработанными опалами, полученными от шахтеров. Образец примечателен тем, что был замещён зеленовато-голубым опалом, драгоценным камнем, которым славится этот регион. Впервые образец был изучен палеонтологом Филом Беллом (Phil Bell) в 2014 году, который отметил его значимость, поэтому Побен подарил образец Австралийскому опаловому центру (Australian Opal Centre), в котором хранится крупнейшая в мире коллекция опализированных окаменелостей.
Позже Белл и его коллеги описали образец как новые род и вид в исследовании, опубликованном 4 декабря 2018 года, в котором рассматривалась летопись окаменелостей орнитопод для формации Гриман-Крик, в состав которой входит рудник. Родовое название Weewarrasaurus происходит от наименования местности Ви-Варра, где были найдены окаменелости, и др.-греч. σαῦρος [sauros] — «ящер, ящерица». Видовое название, W. pobeni, дано в честь Побена. Полосчатость опала, замещающего кость, была использована для подтверждения того, что оба фрагмента зубной кости, не сочленённые между собой, принадлежали одному и тому же животному. Эти полосы также позволили определить, на каком расстоянии друг от друга в челюстной кости изначально находились эти две части. Помимо образца с опаловыми полосами, исследователи отнесли к новому виду ещё одну правую зубную кость, образец LRF 766, из-за схожей морфологии зубов. Он был найден в районе Холдена (Holden’s) на месторождении опалов Три-Майл (Three Mile), относящемуся к формации Гриман-Крик, также недалеко от Лайтнинг-Ридж.